# ブルーウォーター
「ブルーウォーター」は、森川美穂の12枚目のシングル。1990年4月25日に東芝EMI / EASTWORLDから発売された。

## 背景
- 表題曲は、NHK総合テレビで放送されたアニメ『ふしぎの海のナディア』オープニングテーマ、カップリング曲の「Yes,I Will…」は、エンディングテーマに起用された[1]。

## 記録
- 2019年3月1日には、ソニー・ミュージックエンタテインメントのアニメソング人気投票キャンペーン「平成アニソン大賞」において編曲賞（1989年 - 1999年）に選出された[2]。
- 2025年5月現在まで、森川のシングルで最多の売上を記録している。

## 収録曲
| 全編曲: ジョー・リノイエ・鈴川真樹。 |                      |            |                  |      |
| #                                    | タイトル             | 作詞       | 作曲             | 時間 |
| 1.                                   | 「ブルーウォーター」 | 来生えつこ | 井上ヨシマサ     | 4:04 |
| 2.                                   | 「Yes,I Will…」      | 森川美穂   | ジョー・リノイエ | 4:27 |
| 合計時間:                            | 合計時間:            | 合計時間:  | 合計時間:        | 8:31 |

## 21st century ver.
2007年2月21日に新アレンジ・新録の「ブルーウォーター (21st century ver.)」がリリースされた。

### 音楽性
「ブルーウォーター (21st century ver.)」は原曲に近いアレンジであり、アニメに使用されたボーカルから入る構成になっている。
「Yes,I Will…（21st century ver.）」はBPMを落としたバラード調になっている。
唯一の新曲である「忘れない…」は、『2007年 世界本の日 サン・ジョルディの日』のイメージソングに起用された。

### 収録曲
| #         | タイトル                                              | 作詞       | 作曲             | 編曲      | リミックス | 時間  |
| --------- | ----------------------------------------------------- | ---------- | ---------------- | --------- | ---------- | ----- |
| 1.        | 「ブルーウォーター」(21st century ver.)               | 来生えつこ | 井上ヨシマサ     | 西脇辰弥  |            | 4:52  |
| 2.        | 「Yes,I Will…」(21st century ver.)                    | 森川美穂   | ジョー・リノイエ | 西脇辰弥  |            | 4:56  |
| 3.        | 「忘れない…」                                         | 森川美穂   | 円広志           | 星勝      |            | 4:26  |
| 4.        | 「ブルーウォーター」(DJ Dr.Knob Remix)                | 来生えつこ | 井上ヨシマサ     |           | DJ Dr.Knob | 5:03  |
| 5.        | 「Yes! I will…」(DJ Nao Remix)                        | 森川美穂   | ジョー・リノイエ |           | DJ Nao     | 5:41  |
| 6.        | 「ブルーウォーター」(21st century ver.(Instrumental)) |            |                  |           |            | 4:52  |
| 7.        | 「Yes,I Will…」(21st century ver.(Instrumental))      |            |                  |           |            | 4:56  |
| 8.        | 「忘れない…」(Instrumental)                           |            |                  |           |            | 4:24  |
| 合計時間: | 合計時間:                                             | 合計時間:  | 合計時間:        | 合計時間: | 合計時間:  | 39:10 |

## 収録アルバム
ブルーウォーター
- 『VOICES』
- 『ゴールデン・ベスト』
- 『ふしぎの海のナディア　ボーカル・コレクション』

Yes,I Will…
- 『VOICES』
- 『ゴールデン・ベスト』

## カバー
| アーティスト             | 編曲者         | リリース日     | リリース形態                                                      |
| ------------------------ | -------------- | -------------- | ----------------------------------------------------------------- |
| 石田燿子                 |                | 2000年11月24日 | オムニバスアルバム『パラパラMAX2 〜THE POWER OF NEW ANIMAT』      |
| 下川みくに               | 鈴木Daichi秀行 | 2003年12月17日 | カバーアルバム『Review 〜下川みくに青春アニソンカバーアルバム〜』 |
| ジェシー                 | 五木田岳彦     | 2005年8月24日  | カバーアルバム『ジェシーのワンダーランド』                        |
| 東京ブラススタイル       |                | 2007年12月5日  | カバーアルバム『BRASTA G』                                        |
| 白石涼子                 | 須田悦弘       | 2008年8月6日   | シングル『Hatch』                                                 |
| たかはし智秋・今井麻美   |                | 2009年3月25日  | アルバム『THE IDOLM@STER RADIO 歌道場』                           |
| Kiyono Mezawa            |                | 2010年7月7日   | オムニバスアルバム『SUPER J-EURO BEST MIX』                       |
| marble                   | 菊地達也       | 2011年7月27日  | カバーアルバム『うた種』                                          |
| Trefle                   | 奥田健介       | 2013年10月23日 | アルバム『アニソン神曲+チェンクロ』                               |
| なっこ                   |                | 2015年6月17日  | 音楽配信限定                                                      |
| 椎名へきる               |                | 2024年5月8日   | セルフカバーアルバム『HARMONY STAR』ボーナストラック              |
| 森口博子 with 田ノ岡三郎 |                | 2024年8月7日   | 森口博子 カバーアルバム『ANISON COVERS 2』。                      |